# 엠스베르크역
엠스베르크역(Ems Werk)은 스위스 그라우뷘덴주 도마트/엠스에 있는 기차역이다. 이 역은 래티셰 철도의 란트콰르트-투지스선에 위치해 있다.

## 운행편
다음 서비스는 도마트/엠스에서 정치한다.
- 레기오 : 디젠티스/무쉬테 또는 생모리츠와 쿠어 또는 스쿠올-타라스프 간의 제한된 운행
- 쿠어 S-반 :
  - S1 : 레췬스와 쉬어스 사이에 매시간 운행
  - S2 : 투지스와 쿠어 사이에 매시간 운행